# Arlette Ben Hamo
Arlette Ben Hamo (ur. 22 marca 1930 w Saint-Martin-de-Fontenay) – francuska lekkoatletka, wieloboistka.
Największy sukces w karierze odniosła w 1950 r. w Brukseli, gdzie z wynikiem 3204 pkt zdobyła tytuł mistrzyni Europy w pięcioboju. W kolejnych mistrzostwach, rozegranych w 1954 r. w Bernie, zajęła w pięcioboju 11. miejsce.

## Rekordy życiowe
- skok wzwyż – 1,50 m – Bruksela 25/08/1950
- skok w dal – 5,33 m – Berno 27/08/1954
- pchnięcie kulą – 10,70 m – Berno 27/08/1954
- pięciobój – 3312 pkt – Berno 27/08/1954